# Wanfa (köpinghuvudort i Kina, Heilongjiang Sheng, lat 46,53, long 127,12)
Wanfa (kinesiska: 万发, 万发镇) är en köpinghuvudort i Kina. Den ligger i provinsen Heilongjiang, i den nordöstra delen av landet, omkring 95 kilometer nordost om provinshuvudstaden Harbin. Antalet invånare är 28 827. Befolkningen består av 13 951 kvinnor och 14 876 män. Barn under 15 år utgör 13,0 %, vuxna 15-64 år 79 %, och äldre över 65 år 7,0 %.
Runt Wanfa är det ganska tätbefolkat, med 185 invånare per kvadratkilometer. Närmaste större samhälle är Dayou, 15,2 km nordväst om Wanfa. Trakten runt Wanfa består till största delen av jordbruksmark.
Genomsnittlig årsnederbörd är 854 millimeter. Den regnigaste månaden är juli, med i genomsnitt 192 mm nederbörd, och den torraste är januari, med 8 mm nederbörd.